# Michel Dimitri Calvocoressi

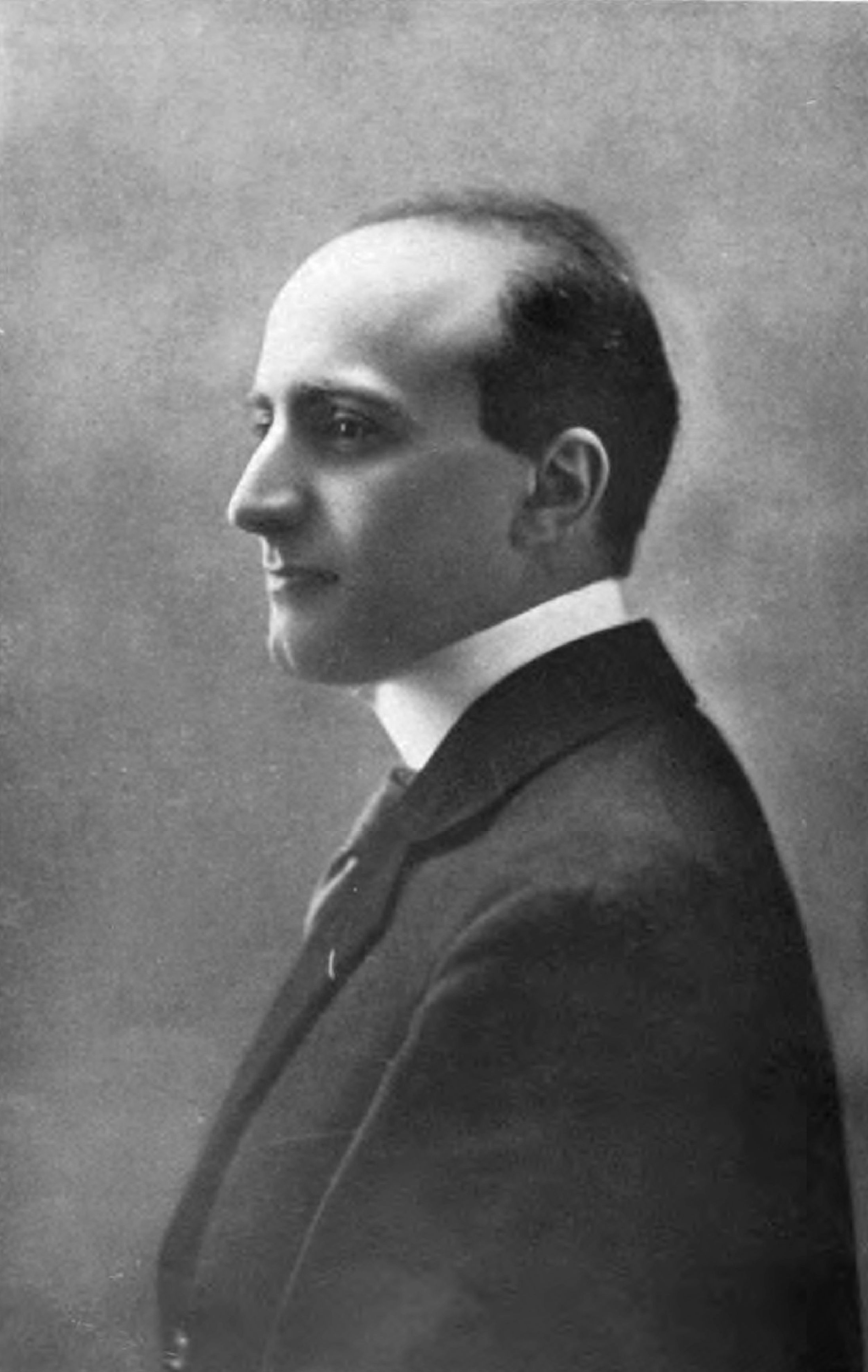
Michel-Dimitri Calvocoressi, ca. 1913

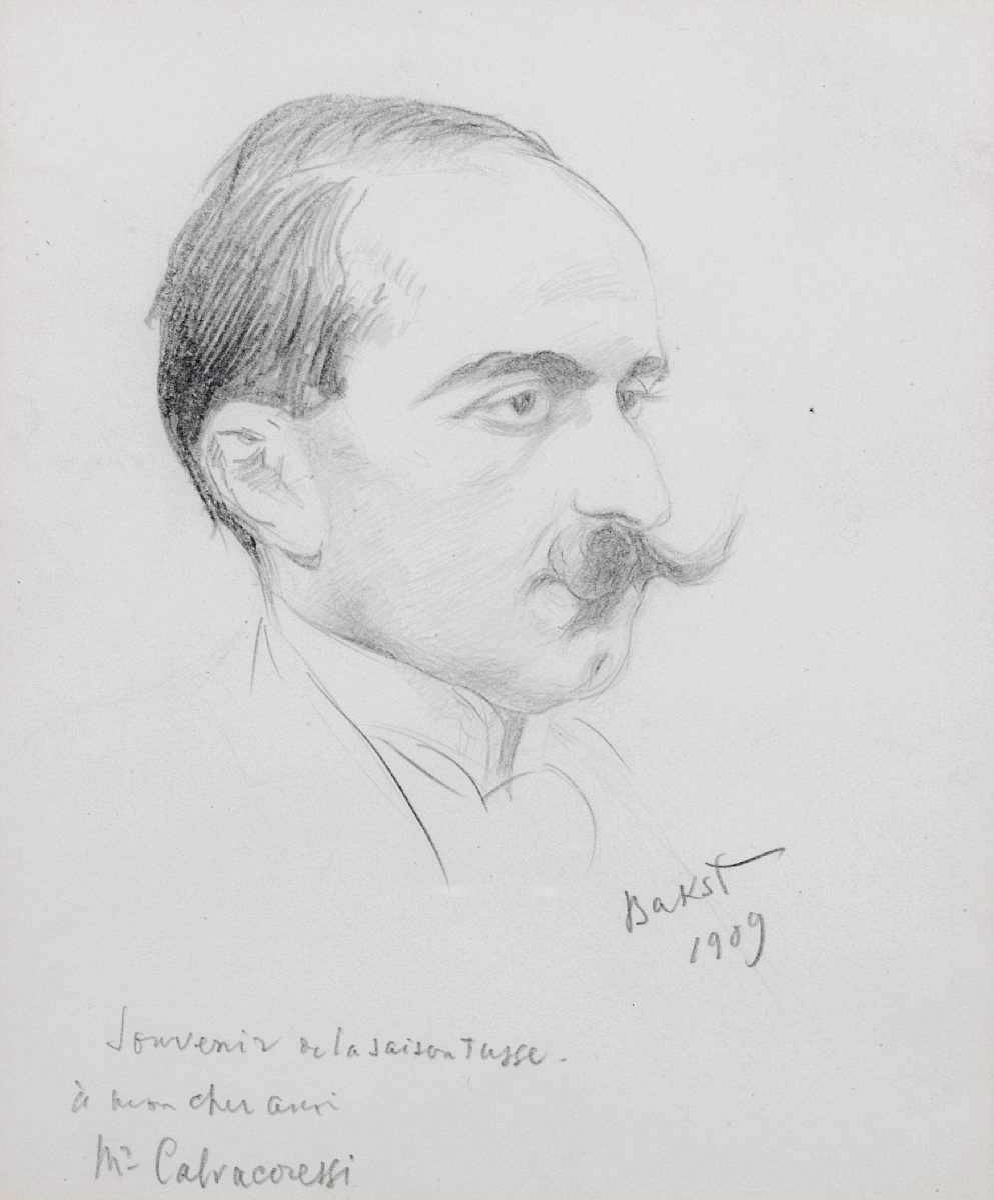
Michel Dimitri Calvocoressi, 1909 (Leon Bakst)

Michel Calvocoressi, eigentlich Michel Dimitri Calvocoressi, (* 2. Oktober 1877 in Marseille; † 1. Februar 1944 in London) war ein britischer Musikkritiker griechischer Herkunft. 

## Leben
Um 1895 kam Calvocoressi nach Paris, um dort Musik zu studieren. Nach erfolgreichem Abschluss seines Studiums begann er als Musikkritiker für verschiedene Pariser Zeitungen und Zeitschriften zu schreiben. Als begeisterter Freund klassischer wie auch moderner russischer Musik begann er die russische Sprache zu lernen, um auch einen Zugang zu den Texten zu erhalten. Später rezensierte er gelegentlich auch Veröffentlichungen russischer Musikliteratur. 
Um 1915 ging Calvocoressi nach Großbritannien und ließ sich in London nieder. Neben seinen journalistischen Arbeiten entstand mit der Zeit auch ein fast schon literarisches Werk. Er übersetzte auch russische und deutsche Lieder und Opernlibretti ins Englische. 
Calvocoressi war Mitglied der französischen Künstlervereinigung Les Apaches.
Calvocoressi war ein entfernter Verwandter von Ion und Peter Calvocoressi. 

## Werke (Auswahl)
- Debussy. London 1941.
- Glinka. Paris 1911.
- Liszt. Paris 1906.
- Masters of Russian Music. London 1936 (zusammen mit Gerald Abraham).
- Musical taste and how to form it. London 1925.
- Musicians' Gallery. Musc and ballet in Paris and London. London 1933.
- La musique russe. Paris 1907.
- Mussorgsky. Neuaufl. London 1956.
- The principles and methods of musical criticism. Neuaufl. London 1933.
- Schumann. Paris 1912.